# Ardbeg (whisky)

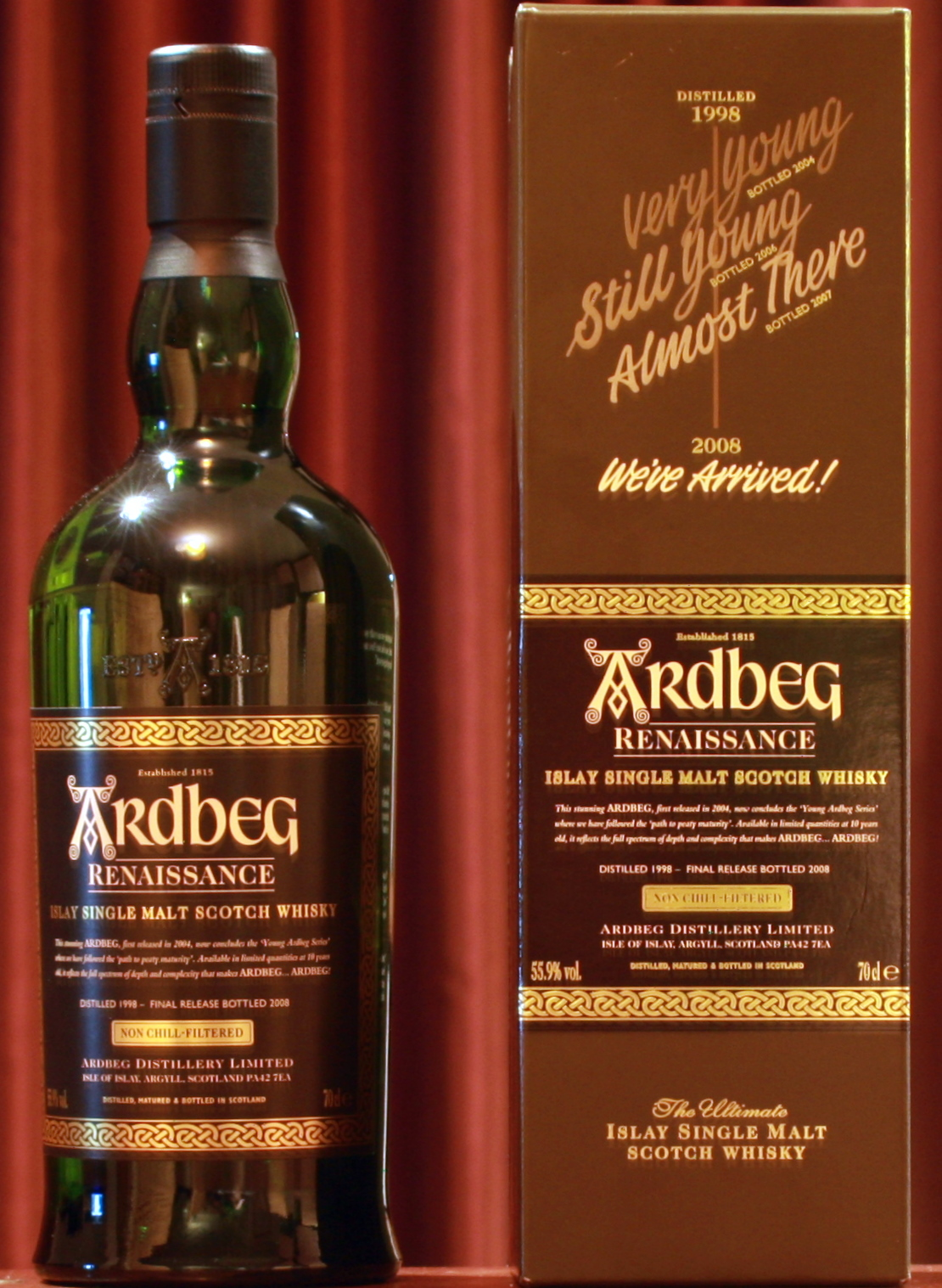
Ardbeg Renaissance

Ardbeg is een Schotse single malt whisky. Ardbeg is een van de drie nog werkende distilleerderijen aan de zuidkust van het eiland Islay. Ardbeg zegt de turfachtigste Islay-whisky te zijn, en mout zijn gerst in Port Ellen. De distilleerderijmanager is Michael 'Mickey' Heads.

## Geschiedenis
De oorsprong van de distilleerderij is terug te voeren naar het jaar 1794. Toentertijd was Ardbeg een illegale distilleerderij, maar de productie moest gestaakt worden na een inval door douanebeambten, die in Schotland waken over de accijnsbelastingen. De legale distilleerderij werd door John McDougall gesticht, waarschijnlijk in 1815. De eerste schriftelijke documentatie over het legale Ardbeg stamt uit 1817. Tot 1959 was de distilleerderij familiebezit.
In 1977 werd het bedrijf geheel overgenomen door Hiram Walker (Allied Lyons) en door Allied Distillers geëxploiteerd. Na een korte sluiting werd Ardbeg in 1989 weer geopend, maar nu zonder eigen mouterij.
Na een nieuwe sluiting in juli 1996 werd Ardbeg overgenomen door McDonald&Muir (Glenmorangie Plc.) en opnieuw heropend in 1997. Glenmorangie op zijn beurt is weer het gezamenlijk eigendom van het Franse bedrijf LVMH, en het Britse bedrijf Diageo. Ardbeg is nu een van de snelst groeiende Islay whisky's.
In 2000 is de "Ardbeg Committee" opgericht met als doel de whisky onder de aandacht te brengen bij liefhebbers en een nieuwe sluiting te voorkomen. Iedereen kan lid worden van deze commissie via de website van Ardbeg (zie onder). Soms worden voor leden van de commissie speciale bottelingen uitgegeven.

## Productie
Het water van de distilleerderij is afkomstig van Loch Uigeadail, van hieruit stroomt het in Loch Iaran (Airigh Nam Beist). Ardbeg heeft een mash tun met een inhoud van vier en een halve ton en zes washbacks met een gezamenlijke inhoud van 168.000 liter. Het distilleren gebeurt met één wash still met een capaciteit van 18.279 liter en één spirit still met een capaciteit van 16.957 liter die door middel van stoom worden verhit. Per jaar wordt ongeveer 950.000 liter whisky geproduceerd.

## Het product
Ardbeg bottelt zijn whisky's vaak op een hoger alcoholpercentage dan het verplichte minimum van 40%. Veel bottelingen worden ook niet koud gefilterd. Deze maatregelen zorgen voor een whisky met een volle smaak. Typisch voor een Ardbeg-whisky is altijd de rokerige en turfachtige smaak, maar ook een medicinale toon. In sommige Ardbegs is een aardetoon te onderscheiden, en sommigen bespeuren een typische cacaosmaak.
Ardbeg is een gewild verzamelobject onder whiskyliefhebbers. Hoewel er sinds de heropening in 1997 voortdurend nieuwe whisky geproduceerd wordt, zijn vooral de oudere bottelingen erg populair. Er worden zeer hoge prijzen voor gevraagd. 400 euro voor een fles met 30 jaar oude whisky is niet vreemd.
Er zijn veel verschillende officiële bottelingen. Belangrijke zijn:
- Ardbeg Very Young - Committee Approved, 58,3%. In 2004 werd deze 6 jaar oude whisky op de markt gebracht, en de distilleerderij is van plan om elk jaar een oudere versie uit te brengen totdat de eerste nieuwe voorraad 10 jaar oud is. De 6 jaar oude Very Young Ardbeg - For Discussion werd verkocht in 2003, om leden van de Ardbeg Committee de gelegenheid te geven de whisky te proeven die wordt geproduceerd sinds de heropening in 1997.
- Ardbeg Still Young, 58,3%, gebotteld in 2006, 8 jaar oud.
- Ardbeg Almost There, 54,1%, gebotteld in 2007, 9 jaar oud.
- Ardbeg Renaissance, 55,9%, gebotteld in 2008, 10 jaar oud, de laatste botteling van de serie die begon met Very Young.
- Ardbeg 10yo, 46%. Dit is de 10 jaar oude Ardbeg en is het gemakkelijkst verkrijgbaar. Een soort standaardeditie.
- Ardbeg 17yo, 40%, 17 jaar oud, wordt steeds moeilijker te vinden, omdat de distilleerderij gesloten was van 1981 tot 1997. De voorraad whisky van die leeftijd is dus klein.
- Ardbeg Uigeadail (geen leeftijd - NAS), 54,2%, is genoemd naar het meer dat dient als watervoorziening voor de distilleerderij. Uitspraak: oe-ga-dal.
- Ardbeg Corryvreckan (geen leeftijd - NAS), 57,1%, ontleent zijn naam aan de beroemde draaikolk in het noorden van Islay, waar alleen de dapperste zielen zich durven te wagen.
- Ardbeg An Oa (geen leeftijd - NAS), 46,6%, genoemd naar The Mull of Oa in het zuidwesten van Islay.
- Ardbeg 25yo, Lord of the Isles, 46%. 25 jaar oud.
- Ardbeg Spectacular (geen leeftijd - NAS), 46,0%, Gebotteld voor Ardbeg Day 2024, gerijpt in portwijnvaten en bourbonvaten.[1]
- Ardbeg Vintage_Y2K 23 Years, 46,0%, gedistilleerd in 2000, gerijpt in Bourbon en Oloroso sherry vaten.[2]
- Ardbeg Eureka, 52,2%, Gemaakt in samenwerking met de leden van het comité. Gerijpt in ex-bourbon en Pedro Ximénez sherry[3]

Vaak zijn ook bottelingen van onafhankelijke bottelaars verkrijgbaar.

Ardbeg-whisky is ook terug te vinden in blended whisky's als Ballantine's, Teacher's en Black Bottle.